# Synaphe predotalis
Synaphe predotalis is een vlinder uit de familie snuitmotten (Pyralidae). De wetenschappelijke naam is voor het eerst geldig gepubliceerd in 1927 door Zerny.
De soort komt voor in Europa.